# Chalcolecta prensitans
Chalcolecta prensitans là một loài nhện trong họ Salticidae.
Loài này thuộc chi Chalcolecta. Chalcolecta prensitans được Tord Tamerlan Teodor Thorell miêu tả năm 1881.